# Копкі (Підкарпатське воєводство)
Копкі (пол. Kopki) — село в Польщі, у гміні Рудник-над-Сяном Ніжанського повіту Підкарпатського воєводства.
Населення — 1599 осіб (2011).
У 1975-1998 роках село належало до Тарнобжезького воєводства.

## Демографія
Демографічна структура станом на 31 березня 2011 року:
|          | Загалом | Допрацездатний вік | Працездатний вік | Постпрацездатний вік |
| -------- | ------- | ------------------ | ---------------- | -------------------- |
| Чоловіки | 823     | 167                | 592              | 64                   |
| Жінки    | 776     | 144                | 472              | 160                  |
| Разом    | 1599    | 311                | 1064             | 224                  |